# Abbaye de Collegeville
L'abbaye Saint-Jean (St. John's Abbey) est une abbaye bénédictine située dans le Minnesota à Collegeville. Elle appartient à la congrégation américano-cassinaise de la confédération bénédictine de l'Ordre de Saint-Benoît.
Saint-Jean de Collegeville est la seconde plus grande communauté bénédictine du monde avec actuellement 153 moines (2007). Elle est dirigée par le Père-abbé John Klassen, osb.
La communauté bénédictine dirige une université fondée par elle dans des locaux adjacents, la Saint John's University.

## Histoire
L'abbaye a été fondée en 1856 par des moines de l'abbaye Saint-Vincent de Latrobe, elle-même fondée par l'abbaye de Metten en Bavière.
Les territoires du nord du Minnesota étaient habités par des réserves indiennes et sont rapidement colonisés par des immigrants catholiques allemands au milieu du XIXe siècle. Des routes sont construites et les bateaux à vapeur font la navette entre Minneapolis et Saint Cloud. L'évêque de Saint Paul, Mgr Joseph Crétin (1799-1857), né français, appelle alors à l'aide les bénédictins de Latrobe pour consolider les paroisses et créer une maison. Latrobe envoie six moines, dont le Père Demetrius di Marogna, qui arrivent au bout de plusieurs jours de bateau sur le Mississippi en mai 1856 dans le village de colons de Saint Cloud.
La fondation (le prieuré et le collège en bois) est transférée plus tard à Saint Joseph, quelques kilomètres plus loin. Finalement, la communauté déménage une troisième fois en 1866 près de la nouvelle gare et une agglomération se crée autour du collège et de l'abbaye construite en deux ans, c'est la naissance de Collegeville.
L'abbaye a été bâtie par Marcel Breuer.
L'abbaye fonde le Saint Benedict College et la Saint John's University. L'université, mixte aujourd'hui, est bâtie sur un immense domaine de 2 700 acres permettant aux étudiants de vivre à 80 % sur le campus. L'abbaye est l'un des dix bâtiments de ce complexe architectural construit à partir de 1866, les autres étant les différentes facultés et établissements. Les études se font en général en six ans.
Saint-Jean comprend aussi une école de théologie ouverte à des laïcs, des bénédictins et membres masculins ou féminins de différentes congrégations, ainsi qu'un séminaire pour la formation des futurs prêtres. Il fait partie du Minnesota Consortium of Theological Schools.
Le P. Jerome Theisen (en) (1930-1995), osb, qui fut abbé de Saint-Jean de Collegeville de 1979 à 1992, devint abbé-primat de la confédération bénédictine à Rome de 1992 à sa mort.

## Fondations
L'abbaye Saint-Jean de Collegeville a fondé l'abbaye Saint-Martin à Lacey dans l'État de Washington (1895), l'abbaye du Tepeyac au Mexique (1946), le prieuré Saint-Maur dans l'Indiana (1947, supprimé en 2004), l'abbaye Saint-Augustin aux Bahamas (1947, supprimée en 2005), l'abbaye Saint-Antoine à Porto Rico (1947), et le monastère bénédictin de Fujimi au Japon qui en dépend.